# ماركوس دانييل
ماركوس دانييل (بالإنجليزية: Marcos Daniel) من مواليد (04 يوليوز 1978م) بــ باسو فوندو - ريو غراندي دو سول. وهو لاعب تنس محترف.

## وصلات خارجية
- ماركوس دانييل على موقع رابطة محترفي التنس (الإنجليزية)
- ماركوس دانييل على موقع الاتحاد الدولي لكرة المضرب (الإنجليزية)
- ماركوس دانييل على موقع كأس ديفيز (الإنجليزية)
- ماركوس دانييل على موقع خلاصة التنس.كوم (الإنجليزية)
- ماركوس دانييل على موقع إي إس بي إن.كوم (الإنجليزية)
- ماركوس دانييل على موقع اللجنة الأولمبية الدولية (الإنجليزية)
- ماركوس دانييل على موقع أوليمبيديا (الإنجليزية)

- معلومات عن اللاعب